# Listă de călători străini în România
Aceasta este o listă de călători străini care au trecut prin spațiul românesc de-a lungul timpului, lăsând mărturii scrise asupra periplului lor.
În prima jumătate a secolului al XIX-lea, o diversă suită de călători străini tranzitează spațiul românesc, lăsând în urma lor numeroase mențiuni, impresii și judecăți despre lucrurile văzute. Ansamblul călătorilor prezintă un puternic caracter eterogen, atât din punct de vedere etnic (francezi, germani, englezi, ruși), cât și socio-profesional (diplomați, aventurieri, oameni de litere, geografi, negustori etc.). Câțiva călători, relevanți prin mărturiile lor, sunt:
- Antonio Possevino, diplomat italian, autorul monografiei Transilvania, scrisă în 1584.
- Edward Daniel Clarke, colecționar de antichități și minerolog englez, vizitează Transilvania și Țara Românească în 1802.
- Ignacio Maria del Corral y Aguirre, nobil spaniol, tranzitează Țara Românească în 1801.
- Francisc Talamas, grec sau levantin, vizitează capitala Țării Românești în 1801.
- Vince Bathyany, nobil ungar, călătorește în Țările Române în mai multe rânduri, cea ma îndelungată ședere fiind în 1805.
- Lord William Cavendish Bentinck, vizitează țările române în 1801.
- William Wittman, medic militar englez, străbate Țara Românească și Moldova în drum spre patrie, în 1802
- Joseph Rohrer, statistician austriac, vizitează Bucovina și Moldova în 1802
- Friedrich Schmidt, profesor al celor doi copii ai principelui Alexandru Moruzi, între 1802 și (probabil) 1805
- Adam Neale, medic militar scoțian, călătorește  în 1805 prin Moldova și Țara Românească în drumul său spre Constantinopol.
- Louis Allier de Hauteroche, tipograf francez, trece prin Țara Românească la repatrierea sa de la Constantinopol.
- Wilhelm Gottlob Ernst Becker, maistru miner german, vizitează Transilvania în 1805 pentru a studia minele de sare și aur de acolo.
- Francis Summerers, însărcinat de afaceri al guvernului Marii Britanii la București, începând din anul 1800.
- Charles Frederic Reinhard, numit de către Napoleon în 1806 comisar general al Imperiului Francez pentru relațiile comerciale cu Principatele
- Armand Charles, diplomat francez, a fost trimis în 1807 în Țara Românească pentru a media armistițiul dintre ruși și turci.
- Thomas Thornton, comerciant britanic, vizitează Moldova și Țara Românească între 1802 și 1806.
- Ali Bey El Abassi, călător spaniol, trece prin Țara Românească în 1807.
- Dimitri Bantaș-Kamenski, funcționar rus, trece prin Țările Române în 1808.
- Pavel Gavrilovici Divov, senator rus, vizitează Țările Române la 1808.
- Alexandre de Moriolles, militar francez, călătorește în Moldova în 1809.
- Felice Caronni, arheolog italian, vizitează în 1809 Transilvania.
- Pavel Vasilievici Ciceagov, amiral și ministru al marinei ruse, Ciceagov este numit în 1812 la conducerea principatelor române, pe care le vizitează în același an.
- Mihail Kutuzov
- Sir Robert Thomas Wilson, general englez, străbate Țările Române în 1812.
- Auguste de Lagarde, militar de etnie franceză, ajunge în principate în 1813.
- William Wilkinson,
- Ludwig von Sturmer, baron austriac, străbate în 1816 Transilvania și Țara Românească, în drum spre Constantinopol.
- Ioan Marko, sârb la origine, Marko ajunge însărcinatul de afacer al Prusiei În Țara Românească în 1819.
- István Széchenyi,
- Stepan Fiodorovici Dobronrabov, medic rus, vizitează Moldova și Țara Românească în 1831.
- Charles de Bois-le-Comte, diplomat și om politic francez, vizitează Principatele Române în 1834.
- Benjamin Barker, supus britanic la Constantionopol, el întreprinde mai multe călătorii la nord de Dunăre, în 1834, 1835 și 1838.
- Saint Marc Girardin,
- James Bailie Fraser,
- Auguste Labatut, literat francez, trece prin Principate în timpul călătoriei sale de la Viena la Constantinopol
- Edouard Antoine Thouvenel
- Hans Christian Andersen
- John Paget
- Charles Boner⁠(en)[traduceți]

Alți călători:
- Baronul Laveleye. Voiaj în România - 1880 [2][3][4][5][6][7][8][9][10][11]
- Gunnar Sölfest Flood, ofițer de Stat Major al Armatei Norvegiene [12]
- Paul din Alep care, împreună cu patriarhul Antiohiei, Macarie al III-lea Zaim, a ajuns la București la data de 28 aprilie 1658.[13][14][15]
- Paul Beke, călător străin în Țările române în secolul XVII-lea [16]
- E. O. Hoppe a scris cartea cu titlul „În corturi de țigani și în Palatul Regal“. Autorul „a colindat țara în lung și în lat luând pretutindeni fotografii.[17]
- William de Lignemare a scris cartea "Impresiile mele despre România", apărută în editura librăriei Brown din New-York [17]
- James Oscar Noyes, medic american în armata sultanului (în urmă cu 150 de ani), vizita teritoriile României și descria în amănunt viața locuitorilor lor [18]
- Joseph Adalbert Krickel, topograf austriac - a ajuns în zona Hunedoarei în anul 1828. Jurnalul de călătorie al austriacului, prezentat în volumul „Călători străini despre Țările Române în secolul al XIX-lea” (Editura Academiei Române, 2005), prezintă drumurile sale prin Transilvania, Banat și Țara Românească.[19]
- Edouard Marbeau, pictor francez aflat în 1879 în București [20]
- Evliya Çelebi (Derviș Mehmed Zilli) (1611 - 1682), călător otoman
- Richard Kunisch (1828–1885), prusac, a scris cartea „București și Stambul. Schițe din Ungaria, România și Turcia”